# スワード (アラスカ州)
スワード（英: Seward）は、アメリカ合衆国のアラスカ州のキナイペニンシュラ郡にある都市。人口は2,733人（2024年推計）。

## 歴史
露米会社の前身であるシェリコフ＝ゴリコフ社のアレクサンドル・バラノフが1793年にリザレクション湾の深部に毛皮交易所を置いたのが街の始まり。ロシア帝国に雇われていたイギリス人船大工のジェイムズ・シールズはこの地で帆船「フェニックス」を建造し、これはロシア領アメリカで最初につくられた船となった。
アラスカ購入で知られる第24代国務長官のウィリアム・スワードにちなみ名付けられた。

## 地理
アメリカ合衆国国勢調査局によると、この都市は総面積55.8 km2 (21.5 mi2) である。このうち37.4 km2 (14.4 mi2)が陸地で、18.4 km2 (7.1 mi2) が川や湖などの水域である。総面積のうちの32.93%が水域となっている。近くにはベアークリーク、ローウェルポイントなどの小さな集落がある。

## 経済
基幹産業は漁業で、全米海洋漁業サービスによると2004年度のスワード港の魚貝類出荷額は4970万ドルに上る。また、観光業も地域経済を支えている。ユーシベリで産出されアラスカ鉄道によって運搬された石炭がこの地で船に積み替えられるため、鉄道・オーロラエナジーサービスが多くの住民を雇っている。

## 人口動静
2000年国勢調査によると、この都市には2,830人、917世帯、555家族が暮らしている。人口密度は75.7/平方粁である。人種の構成は白人72.12%、黒人2.44%、先住民16.68%、アジア系1.84%、太平洋諸島系0.18%、その他の人種0.88%、混血5.87%で、2.40%の人々がヒスパニックまたはラテン系である。
この都市に住む917世帯のうち、35.7%は18歳未満の子どもと暮らしており、44.6%は夫婦で生活している。12.1%は未婚の女性が世帯主であり、39.4%は家族以外の住人と同居している。30.8%は独居で、全世帯の7.1%は65歳以上の独居老人世帯である。1世帯あたりの平均人数は2.40人であり、家庭の場合は3.04人である。
住民は21.9%が18歳未満の子どもで、18歳以上24歳以下が9.0%、25歳以上44歳以下が35.9%、45歳以上64歳以下が25.7%、および65歳以上が7.5%となっている。平均年齢は37歳である。女性100人に対して男性は150.2人いて、18歳以上の女性100人に対しては男性は166.6人いる。
世帯ごとの平均収入は44,306米ドルで、家族ごとでは54,904米ドルである。男性の36,900米ドルに対して女性は30,508米ドルの平均的な収入がある。一人当たりの収入は20,360米ドルである。総人口の10.6%、家族の8.3%は貧困線以下である。18歳未満の子どもの12.7%及び65歳以上の7.9%は貧困線以下の生活を送っている。

## 交通
ナショナルスーセニックハイウェイ、オールアメリカンロードの両方に指定されているスワードハイウェイの南端の街で、その道路を通るバスも出ている。また、アラスカ鉄道のターミナル駅があり、南の終着駅になっている。港はクルーズ船の北の終着港になっていて、デナリなどの観光地を目指す乗客は鉄道に乗り換えて北に行くことになる。かつてはアラスカ・マリン・ハイウェイも就航していたが、2005年をもって打ち切られた。現在そのフェリーを利用するには北へ150kmいったところにあるホイッティアかハイウェイを250kmいったホーマーまで行かなければならない。
スワードは自転車にとてもやさしい街でもあり、商業地区から港までのハイウェイ沿いには7.5kmにわたり自転車専用道が設けられている。レンタサイクルもあり、自転車ツアーも行われている。
スワード空港からはキナイのキナイ市営空港とアンカレッジのテッド・スティーブンス・アンカレッジ国際空港に便が出ていて、季節によっては連絡バスも出ている。

## イベント、見所
- 山岳マラソン
- アラスカシーライフセンター
- サケ、オヒョウ、キンムツ、ネズミザメなどのスポーツフィッシング
- カヤック
- セーリング
- ハイキング
- マウンテンバイクコース
- 7月4日フェスティバル
- スワードシルバーサーモンダービー
- 毎年11月に開催されるスワード音楽・芸術フェスティバル

このほか街の周囲がキーナイ・フィヨルド国立公園に指定されており、とりわけエグジット氷河には容易にアクセスできる。公園内をボートで巡るツアーも催されている。

## 姉妹都市
- 帯広市（日本、1968年 - ）

## 関係者
- ベニー・ベンソン - アラスカ州旗のデザインの考案者
- チャド・ベンツ  - 大リーガー。ポジションはリリーフ投手であった
- ハリー・カワベ（英語版） - 日系人実業家の川部惣太郎。スワードに移住して当時新鋭のスチーム洗濯業の成功を皮切りに各種事業を成功させたが、太平洋戦争時には強制収容所に送られた。戦後は、ワシントン州シアトルに移住しで日米貿易に携わりながら、同州の外人土地所有制限の撤廃にも尽力した。1964年のアラスカ大地震で被害を受けたアラスカのために懇意であった三木武夫元首相に日本企業進出を依頼したほか、自身でもスワードに水産加工場を建設する。
- 川部貞夫 - ハリー・カワベ（英語版）の甥で、戦後、スワードに移住して惣太郎の貿易等の事業を引継ぐ。なお、1964年のアラスカ大地震の被害を受けたスワード市復興のため貞夫らが日本企業進出を図ったことで調査団がスワード市に出張、その際、スワード側より帯広市とつてのある人物が両市交流の仲介を依頼されたことをきっかけに、1968年3月27日に両市は姉妹都市を締結している[6]。
- 和田重次郎 - 日本からアラスカに移住、犬ぞりの名手として競技大会での勝利ばかりでなくアラスカにおける各種ルートの開拓で知られる。スワード商工会議所の依頼でスワード市からアイディタロッド金鉱山まで900kmのルートを開拓する。